# Xyleborus
Xyleborus is een geslacht van korstmossen behorend tot de familie Stereocaulaceae. De typesoort is Xyleborus sporodochifer.

## Soorten
Volgens Index Fungorum bevat het geslacht twee soorten (peildatum maart 2024):
| Soortnaam               | Auteur(s)              | Publicatiejaar |
| ----------------------- | ---------------------- | -------------- |
| Xyleborus nigricans     | Lendemer & R.C. Harris | 2015           |
| Xyleborus sporodochifer | R.C. Harris & Ladd     | 2007           |